# ピアッジョ P.111
ピアッジョ P.111
- 用途：実験機
- 製造者：ピアジオ・エアロ・インダストリーズ
- 運用者：イタリア王立空軍
- 初飛行：1941年4月9日
- 生産数：1機
- 運用開始：1941年
- 退役：1943年

ピアッジョ P.111（Piaggio P.111）は、イタリア王立空軍向けにピアッジョ社で設計、製造されたイタリアの高高度飛行用実験機である。

## 設計と開発
P.111の起源は1938年にイタリア王立空軍がピアッジョ社と与圧キャビンを備えた双発3座の高速、高高度爆撃機の試作機製造の契約を締結した時に始まった。P.111専用にピアッジョ社は745 kW (999 hp)を発生する新しい2段スーパーチャージャー付空冷 18気筒 2重星型エンジンのピアッジョ P.XII R.C.100/2vエンジンを製作した。
P.111の試作機を製造中にイタリア王立空軍はこの機体を爆撃機の試作機としてではなく高高度飛行用実験機として使用するように決定した。

### 運用の歴史

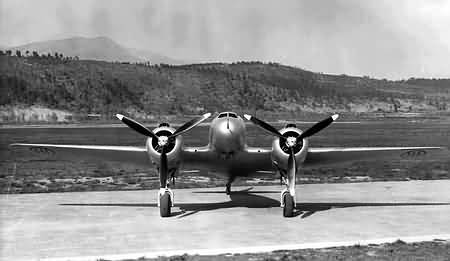
ピアッジョ社が撮影したP.111試作機の写真（1941年、イタリア サヴォーナ ヴィッラノーヴァ・ダルベンガにて

P.111は1941年4月9日に初飛行を行い、1943年初めに退役/廃棄処分にされるまでピアッジョ P.108重爆撃機の与圧キャビンの研究に使用された。

## 運用
イタリア王国
- イタリア王立空軍

## 要目
出典: Italian Civil & Military Aircraft 1930-1945
諸元
- 乗員: 3
- 全長: 12.39838 m （40 ft 8.125 in）
- 全高: 3.91 m （12 ft 10 in）
- 翼幅: 17.30 m（56 ft 9 in）
- 翼面積: 40 m2 （430 ft2）
- 空虚重量: 5,239 kg （11,550 lb）
- 運用時重量: 7,574 kg （16,698 lb）
- 有効搭載量: kg （lb）
- 最大離陸重量: 7,590 kg （16,733 lb）
- 動力: ピアッジョ P.XII R.C.100/2v 空冷 18気筒 2重星型エンジン、750 kW （1,000 hp）   × 2

性能
- 超過禁止速度: km/h （kt）
- 最大速度: 575 km/h （310 kn） 357 mph 10,000 m (32,808 ft)
- 巡航速度: 449 km/h （242 kn） 279 mph
- 失速速度: km/h （kt）
- フェリー飛行時航続距離: km （海里）
- 航続距離: 1,659 km （896 nmi） 1,031 mi
- 実用上昇限度: m （ft）
- 巡航高度: 11,997 m (39,360 ft)
- 離陸滑走距離: m （ft）
- 着陸滑走距離: m （ft）
- 馬力荷重（プロペラ）: kW/kg （lb/hp）